# Spy Kids 3-D: Game Over
Spy Kids 3-D: Game Over (bra: Pequenos Espiões 3D; prt: Spy Kids 3-D: Game Over) é um filme estadunidense de 2003 dirigido, escrito e musicado por Robert Rodriguez.

É o terceiro filme da série Spy Kids.

## Sinopse
Os agentes secretos Juni (Daryl Sabara) e Carmen Cortez (Alexa Vega), partem para mais uma emocionante missão: uma aventura, dentro da realidade virtual de um vídeo-game, onde gráficos e criaturas aterrorizantes ameaçam a vida. Conforme, eles enfrentam desafios, através das dificuldades, crescentes das fases do jogo, a dupla, precisa confiar no humor, nos truques e nos laços da família para poder, deter um poderoso e faminto vilão ToyMaker (Sylvester Stallone), determinado a controlar a juventude no mundo.

## Elenco
- Alexa Vega - Carmen Cortez (Carmen Elizabeth Juanita Costa-Brava Cortez)
- Daryl Sabara - Juni Cortez
- Antonio Banderas - Gregorio Cortez
- Carla Gugino - Ingrid Cortez
- Ricardo Montalbán - Vovô
- Holland Taylor - Maggie Shepherd
- Sylvester Stallone - ToyMaker
- Matthew O'Leary - Gary Giggles
- Emily Osment - Gerti Giggles
- Mike Judge - Donnagon Giggles
- Danny Trejo - Machete
- Elijah Wood - O Cara
- Selena Gomez - garota do parque aquático
- Courtney Jines - Demetra

## Recepção
No site agregador de críticas Rotten Tomatoes, 42% das 137 resenhas dos críticos são positivas.